# Ыйглане, Янек
Янек Ыйглане (эст. Janek Õiglane; род. 25 апреля 1994, Раквере) — эстонский легкоатлет, специалист по многоборьям. Выступает за сборную Эстонии по лёгкой атлетике с 2011 года, победитель командного чемпионата Европы, бронзовый призёр чемпионата Европы, бронзовый призёр молодёжного европейского первенств, участник ряда крупных международных стартов.

## Биография
Янек Ыйглане родился 25 апреля 1994 года.
Впервые заявил о себе в лёгкой атлетике на международном уровне в сезоне 2011 года, когда вошёл в состав эстонской национальной сборной и выступил на юношеском мировом первенстве в Лилле, где занял 11-е место в метании копья. Также в этом сезоне в той же дисциплине стал седьмым на Европейском юношеском олимпийском фестивале в Трабзоне.
В 2013 году на юниорском европейском первенстве в Риети был четвёртым в десятиборье.
В 2015 году в десятиборье взял бронзу на домашнем молодёжном европейском первенстве в Таллине и принял участие в чемпионате мира в Пекине, где показал 19-й результат.
В 2016 году занял 12-е место на чемпионате Европы в Амстердаме.
В 2017 году на командном чемпионате Европы по легкоатлетическим многоборьям в Таллине одержал победу в личном зачёте и вместе со своими соотечественниками стал серебряным призёром общего зачёта. Позже на чемпионате мира в Лондоне с личным рекордом в 8371 очко оказался четвёртым.
В 2019 году отметился выступлением в семиборье на чемпионате Европы в помещении в Глазго, но сошёл здесь с дистанции, не преодолев все дисциплины. На командном чемпионате Европы в Луцке финишировал пятым в личном зачёте и тем самым помог эстонским спортсменам выиграть общий командный зачёт. На последовавшем чемпионате мира в Дохе с результатом в 8297 очков был шестым.
На чемпионате Европы 2022 года в Мюнхене занял третье место в десятиборье с результатом 8346 очков.
На Олимпийских играх 2024 года в Париже занял пятое место в десятиборье с личным рекордом 8572 очка.